# Voluptueuse Laura
Pour plus de détails, voir Fiche technique et Distribution.
Voluptueuse Laura (Eva nera) est un film érotique italien coécrit et réalisé par Joe D'Amato, sorti en 1976.

## Synopsis
À Hong Kong, un vieux play-boy, Judas Carmichael, s'éprend d'une superbe strip-teaseuse asiatique, Eva (renommée Laura dans la version française) qui danse avec un cobra dans une boîte de nuit. Collectionneur de serpents venimeux, il lui propose de venir chez lui pour lui montrer sa collection mais elle refuse avant de revenir sur sa décision lorsqu'il lui offre de l'argent et des cadeaux. Mais Judas veut avant tout faire plaisir à son frère Jules, fou amoureux de la danseuse. 
Lorsque Jules découvre qu'Eva préfère coucher avec les femmes, il utilise les reptiles dangereux de son frère pour tuer les maîtresses de son objet du désir. Quand il la voit en train de faire l'amour avec son amie lesbienne Gerri, il lâche un mamba dans leur chambre et l'animal la mord mortellement. Après avoir éliminé ses rivales, Jules propose à Eva de s'enfuir avec lui mais elle préfère se venger en lui introduisant un serpent dans l'anus...

## Fiche technique
- Titre italien : Eva nera
- Titre anglais : Black Cobra Woman
- Titre français : Voluptueuse Laura
- Réalisation : Joe D'Amato
- Scénario : Joe D'Amato  (crédité comme Aristide Massaccesi) et G. Egle
- Montage : Bruno Mattei
- Musique : Piero Umiliani
- Photographie : Joe D'Amato (crédité comme Aristide Massaccesi)
- Production : Oscar Santaniello
- Sociétés de production et distribution : Airone
- Pays d'origine :  Italie
- Langue originale : italien, anglais
- Format : couleur
- Genre : érotique
- Durée : 80 minutes (1 h 20)
- Dates de sortie : 
  -  Italie : 5 août 1976
  -  France : 27 août 1980

## Distribution
- Laura Gemser : Eva (renommée Laura dans la version française)
- Jack Palance : Judas Carmichael
- Gabriele Tinti : Jules Carmichael
- Michele Starck : Gerri
- Ziggy Zanger (créditée comme Sigrid Zanger) : Candy